# 志願役與義務役併用制

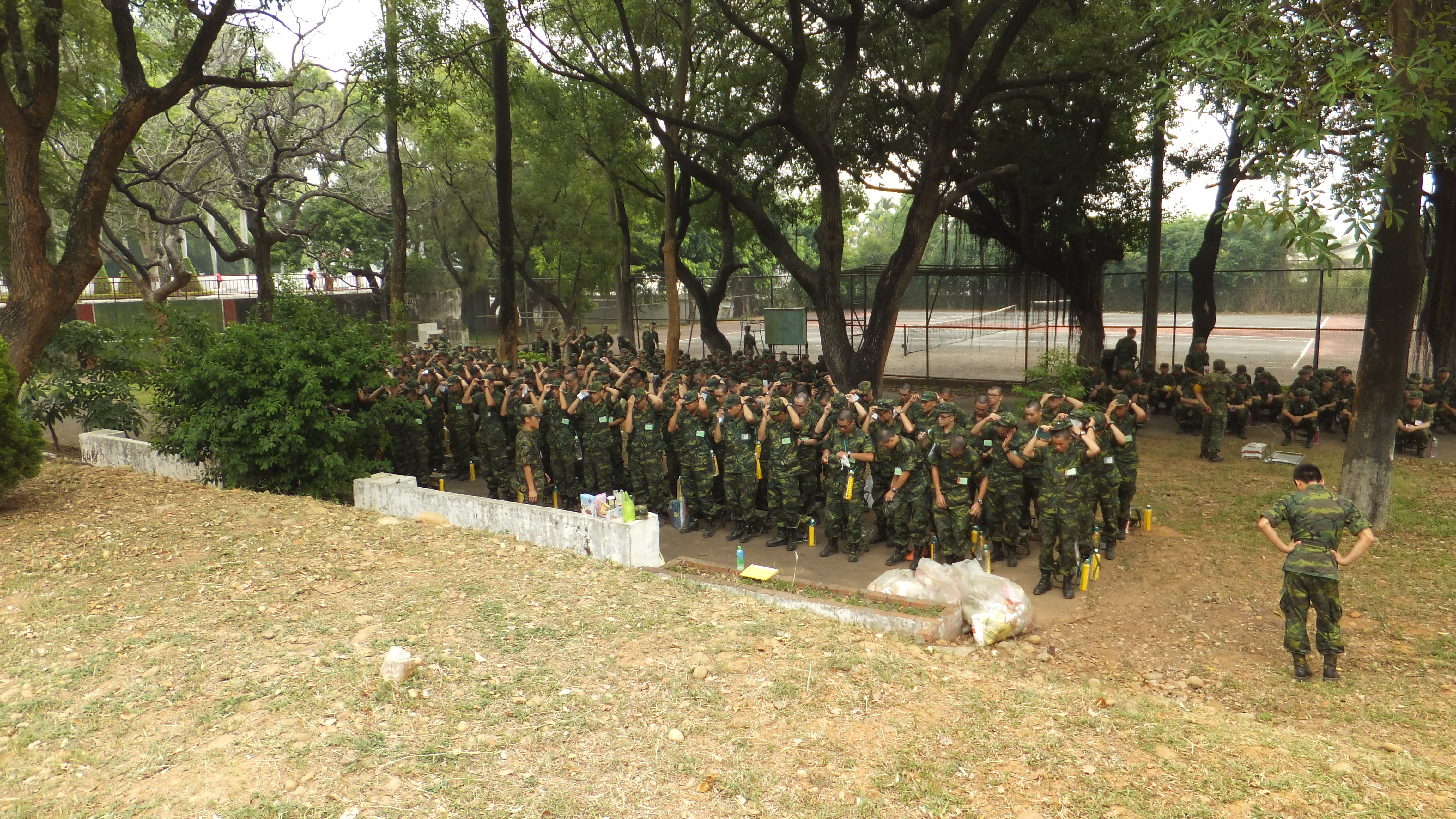
中華民國義務役新兵在成功嶺由志願役士官訓練

志願役與義務役併用制是指兼用志願役和義務役的軍事服役制度，因為實施徵兵制的國家均會同時有募兵制，以滿足中高階軍職及技術兵科的需求，國家的軍隊不會只得義務役軍人，所以有徵兵制的國家其軍隊都是由志願役和義務役軍人一起組成。
以中华人民共和国为例，现今中华人民共和国宪法中保留了政府征兵的权力，但由于中国大陆人口众多，每年报名参军的人数遠超军队所需，且现时中国人民解放军中的服役人数已达军队需要，因此目前的征兵制度以募兵制为主，只有少数役男能够通过征兵制申请进入军队，其余绝大多数都会被退回。因此目前中国大陆的兵役制度并无实质上的征兵制，或者称为“弱征兵制”，不过保留了战时征兵的可能。
中華民國人民除了要依法服義務兵役外，在義務服役期完結後，還可依個人志願，通過考核，繼續在軍方服務，成為職業軍人。此外，一些不在強制性徵兵範圍的人民，也可依照個人意願，投考軍職。2016年12月，中华民国國防部長馮世寬在立法院表示2017年入伍役男將是最後一批義務役士兵；2018年將如期實施全募兵制。義務役改成4個月的軍事訓練役，但鑑於受中國大陸軍事壓力大增，2022年底公告民國94年（公元2005年）以後出生的役齡男子恢復1年義務役，並於2024年1月1日正式實施。
美國目前是以募兵制作主導，但美國憲法亦保留了政府於戰時征兵的權力（美国宪法第一条第八款：國會權力），因此嚴格意義上也算是志願役與義務役併用的混合兵制。